# Phallodriloides macmasterae
Phallodriloides macmasterae är en ringmaskart som först beskrevs av Erséus 1986.  Phallodriloides macmasterae ingår i släktet Phallodriloides och familjen glattmaskar. IUCN kategoriserar arten globalt som akut hotad. Inga underarter finns listade i Catalogue of Life.